# Eddie Daniels

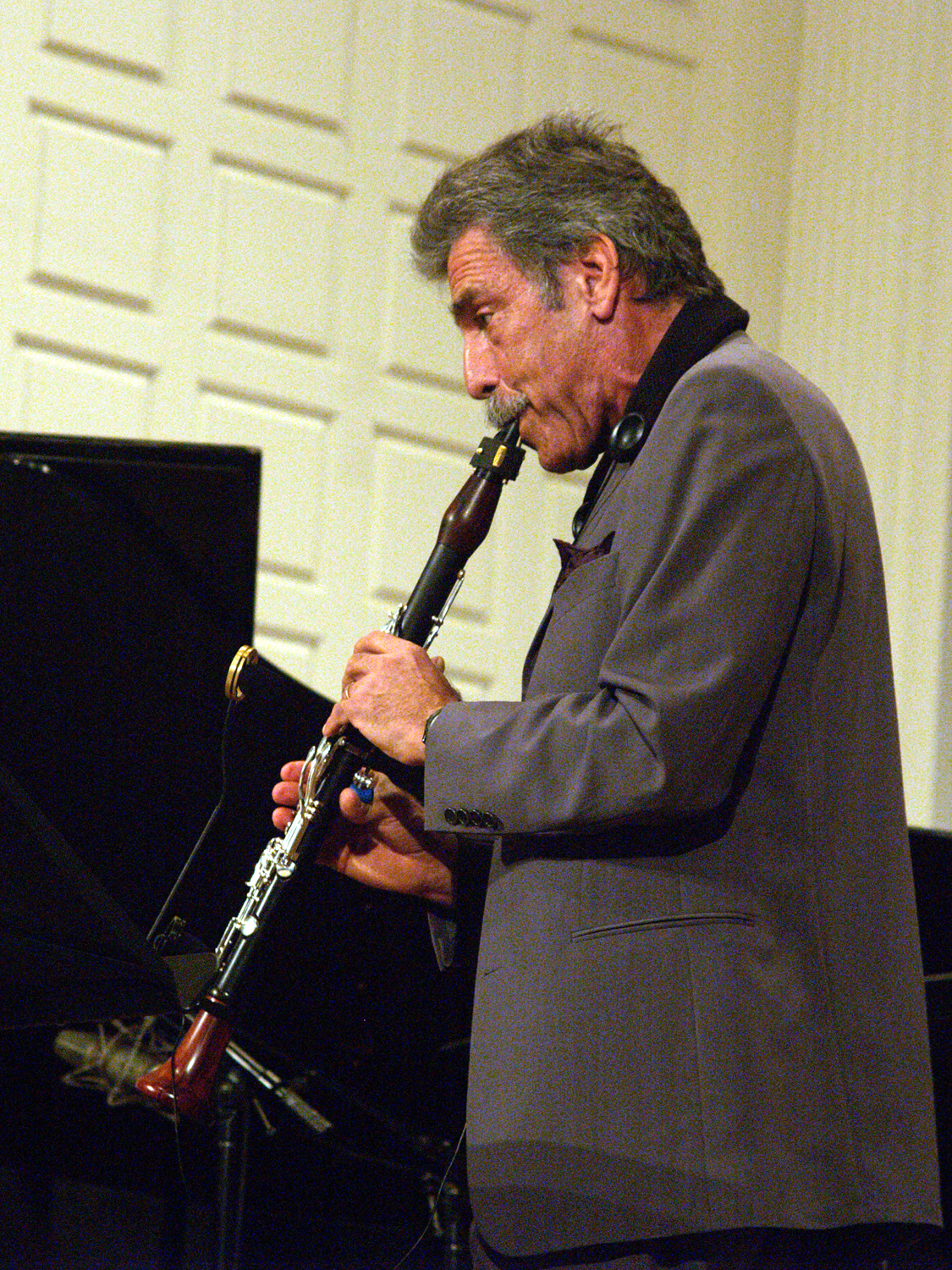
Eddie Daniels.

Eddie Daniels (Nueva York, 19 de octubre de 1941) es un músico estadounidense, conocido sobre todo como clarinetista de jazz, aunque también toca el saxo soprano, el saxo alto y el saxo tenor. También trabaja en el campo de la música clásica.
Nació en el seno de una familia judía y desde muy joven se aficionó a la música. De adolescente acompañó a importantes cantantes de jazz en sus grabaciones. Comenzó tocando el saxo soprano, instrumento con el que participó en el Newport Jazz Festival Youth Competition (Daniels tenía entonces 15 años). Posteriormente, ya al iniciar sus estudios superiores, se decantó por el clarinete, instrumento con el que ha conseguido mayor fama.